# Sergueï Kriyanin
Sergey Kriyanin (né le 9 février 1971) est un fondeur russe.

## Championnats du monde
- Championnats du monde de ski nordique 2001 à Lahti  Finlande:
  -  Médaille de bronze sur 50 km.

## Coupe du monde
- Meilleur classement final: 41e en 1999.
- Meilleur résultat: 8e.